# 홍콩-상하이호텔 그룹
홍콩-상하이호텔 그룹(The Hongkong and Shanghai Hotels, HSH) 홍콩: 45
은 아시아, 미국, 유럽 지역의 상업 및 주거용 부동산의 소유, 개발 및 관리에 종사하는 그룹의 지주 회사이다. 부동산 사업 외에도 관광 및 레저, 클럽 관리 및 기타 서비스 사업에도 종사하고 있다.

## 페닌슐라 호텔
페닌슐라 호텔의 포트폴리오는 더 페닌슐라 홍콩, 페닌슐라 상하이, 페닌슐라 베이징, 페닌슐라 도쿄, 페닌슐라 뉴욕, 페닌슐라 시카고, 페닌슐라 베빌리 힐즈, 페닌슐라 방콕, 페닌슐라 마닐라 그리고 페닌슐라 파리로 구성되어 있다. 개발 중인 프로젝트로는 페닌슐라 런던, 페닌슐라 이스탄불, 그리고 페닌슐라 양곤 등이 있다.

## 자산 포트폴리오
그룹의 자산 포트폴리오에는 홍콩의 더 리펄스 베이 단지, 피크 타워, 피크 트램 그리고 세인트 존스 빌딩; 베트남 호찌민의 더 랜드마크; 태국 방콕의 타이 컨트리 클럽, 그리고 프랑스 파리의 페닌슐라 파리 등이 있다.
"HSH"의 주요 주주들은 카두리 가문의 멤버들이다.

## 역사
홍콩-상하이호텔 그룹은 1866년 홍콩 호텔 (1868년 개업)의 소유주인 홍콩 호텔 유한 공사로 설립되어 홍콩에서 최초로 홍콩 증권거래소에 상장된 회사 중 하나이다. 홍콩 헤리티지 사업은 HSH, CLP홀딩스, 카도리 가문의 사료를 보관하기 위해 2007년 설립되었다. 공개적으로 접근 가능한 기록 보관소는 19세기와 20세기에 걸쳐 HSH의 활동에 대한 음성, 시각 및 문서 자료를 제공한다.

## 호텔
- 페닌슐라 홍콩 -1928
- 페닌슐라 마닐라 -1976
- 페닌슐라 뉴욕 -1988
- 페닌슐라 베이징 -1989년
- 페닌슐라 베벌리 힐스 -1991
- 페닌슐라 방콕 -1998
- 페닌슐라 시카고 -2001
- 페닌슐라 도쿄 -2007
- 페닌슐라 상하이 -2009
- 페닌술라 파리 -2014
- 페닌슐라 런던, 페닌슐라 이스탄불과 페닌슐라 양곤 (건설 중)

## 기타 자산
- 홍콩 피크 타워[2]
- 홍콩 피크 트램
- 홍콩 더 리펄스 베이
- 홍콩 세인트 존스 빌딩